# Laux Maler
Laux Maler, Lucas Maller (* 1485; † 5 de juliol, de 1552 ?) és un dels primers constructors de llaüts que es coneix.
La família Maler provenia de Füssen, un lloc de coneguda reputació per la construcció de llaüts i violins i s'establiria a Bolonya. Segimon Maler, probablement el seu germà, s'establí a Venècia i, ambdós, eren cosins de Max Unverdorben. Els primers llaüts fets al taller de Laux es remunten a l'any 1520. Tenen la clàssica forma de pera, que es va estendre durant el segle següent a Europa. El Germanische Nationalmuseu i el museu txec de la música, Tschechische Museum für Musik (České muzeum hudby) de Praga, conserven peces de Laux Maler. Podem comptar molts llaüts fets als anys 1520: 1100 llaüts sencers, més de 120 inacabats i més de 1300 tapes harmòniques, i és obvi amb aquestes xifres que no treballava sol. A partir del 1530 s'associà amb Segismon.